# Bletia netzeri
Bletia netzeri är en orkidéart som beskrevs av Karlheinz Senghas. Bletia netzeri ingår i släktet Bletia och familjen orkidéer. Inga underarter finns listade i Catalogue of Life.